# Styl Różewiczowski
Styl Różewiczowski – styl w poezji, używany przez Tadeusza Różewicza. Wyróżnia się przede wszystkim rezygnacją z kunsztu wersyfikacyjnego i ozdobnych środków stylistycznych.
Tomiki wierszy Tadeusza Różewicza Niepokój i Czerwona rękawiczka manifestują opozycyjność wobec tradycji, zwłaszcza wobec nadmiernego metaforyzowania wypowiedzi poetyckiej. Zgodnie z tym założeniem poeta sprowadza język wierszy do najprostszej leksyki, najczęściej rzeczownikowej. Budulcem wierszy stają się zwykłe, codzienne słowa, które wpływają na prozaizację stylu. Słowo konkretne, szare ma eksponować swój sens; ma nie tyle zachwycać, co wywoływać wstrząs moralny samą konstrukcją utworu.
Inne cechy stylu Różewiczowskiego to:
- wykorzystywanie homonimii  i polisemii
- eliptyczna, prosta, ograniczona do niezbędnych elementów składnia
- częste użycie czasowników
- naturalny szyk potoczny
- ekspresywna segmentacja zdania
- unikanie patosu i wzniosłości, a ukazywanie nieraz bardzo brutalnych scen (stąd nazwa – poezja nagich faktów)

W odniesieniu do poezji Różewicza mówi się o swoistej antyformie, czyli "ascetyzmie" formy wierszy, wynikającym z postawy światopoglądowej, z niewiary poety w trwałe wartości religijne, filozoficzne, etyczne, które w obliczu wojny okazały się tylko pustymi słowami np. wiersz Ocalony z tomu Niepokój (1947).